# Mickey Knox
Pour les articles homonymes, voir Knox.
Mickey Knox est un acteur américain, né le 24 décembre 1921 à New York (État de New York) et mort le 15 novembre 2013 à Los Angeles (Californie).

## Biographie
Abraham Mickey Knox naît le 24 décembre 1921 à New York. Il débute au théâtre et tient un unique rôle à Broadway en 1942, dans la pièce Jason de Samson Raphaelson (avec E. G. Marshall et Helen Walker).
Au cinéma, il apparaît pour la première fois dans Mac Coy aux poings d'or de Roy Rowland (1947, avec Mickey Rooney et Brian Donlevy). Parmi ses films américains (ou en coproduction) suivants, mentionnons Les Ruelles du malheur de Nicholas Ray (1949, avec Humphrey Bogart et John Derek), Inchon de Terence Young (1981, avec Laurence Olivier et Jacqueline Bisset) et Le Parrain, 3e partie de Francis Ford Coppola (1990, avec Al Pacino et Diane Keaton).
Entretemps, victime du maccarthysme au début des années 1950 et mis sur liste noire, il poursuit une partie de sa carrière en Europe, principalement en Italie. Ainsi, il contribue notamment au film franco-italien Vu du pont de Sidney Lumet (1962, avec Raf Vallone et Jean Sorel), au film italien Bluff de Sergio Corbucci (1976, avec Adriano Celentano et Anthony Quinn), ou encore au film franco-germano-italien Dellamorte Dellamore de Michele Soavi (1994, avec Rupert Everett et Anna Falchi), le dernier de ses cinquante-quatre films.
Toujours en Italie, il est acteur de doublage, entre autres sur les versions anglaises de Le Bon, la Brute et le Truand de Sergio Leone (1966) et La Vengeance du Sicilien de Carlo Lizzani (1972).
À la télévision américaine, il collabore à treize séries dès 1951. Ultérieurement, citons The Lone Ranger (un épisode, 1955), Pour l'amour du risque (deux épisodes, 1981-1983) et X-Files : Aux frontières du réel (épisode Compte à rebours, 1999), sa dernière série.
S'ajoutent six téléfilms à partir de 1980, dont Le Crime du siècle de Mark Rydell (1996, avec Stephen Rea et Isabella Rossellini) et Le Manipulateur de John McNaughton (1999, avec Richard Dreyfuss et Eric Roberts), où il tient son ultime rôle au petit écran.
Auteur d'une autobiographie publiée en 2004 (voir rubrique « Bibliographie » ci-après), Mickey Knox meurt en 2013, à 91 ans.

## Théâtre à Broadway (intégrale)
- 1942 : Jason de (et mise en scène par) Samson Raphaelson, production de George Abbott : Nick Wiggins

## Filmographie

### Cinéma (sélection)

#### Acteur
- 1947 : Mac Coy aux poings d'or (Killer McCoy) de Roy Rowland : Johnny Martin
- 1948 : L'Homme aux abois (I Walk Alone) de Byron Haskin : Skinner
- 1949 : Les Mirages de la peur (The Accused) de William Dieterle : Jack Hunter
- 1949 : Graine de faubourg (City Across the River) de Maxwell Shane : Larry
- 1949 : Faites vos jeux (Any Number Can Play) de Mervyn LeRoy : Pete Senta
- 1949 : L'enfer est à lui (White Heat) de Raoul Walsh : Het Kohler

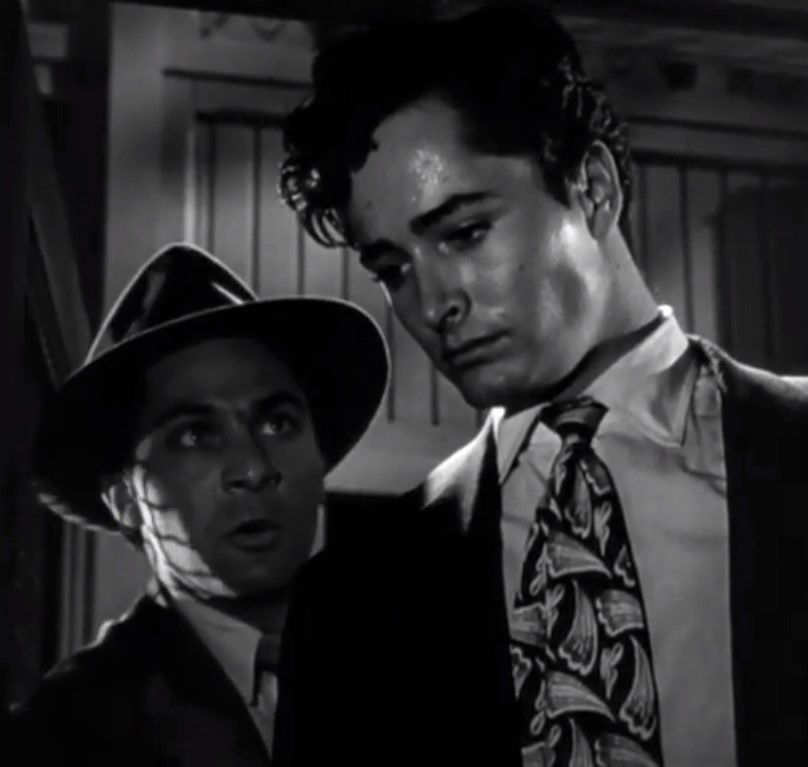
Mickey Knox (à g.) et John Derek,
dans Les Ruelles du malheur (1949)

- 1949 : Les Ruelles du malheur (Knock on Any Door) de Nicholas Ray : Vito
- 1950 : J'ai grandi en prison (Outside the Wall) de Crane Wilbur : Latzo
- 1951 : Saturday's Hero de David Miller : Joey Novak
- 1951 : Deux GI en vadrouille (Up Front) d'Alexander Hall
- 1953 : Investigation criminelle (Vice Squad) d'Arnold Laven : un policier
- 1954 : Jardin de l'Éden (Garden of Eden) de Max Nosseck : Johnny Patterson
- 1960 : Café Europa en uniforme (G.I. Blues) de Norman Taurog : Jeeter
- 1962 : Vu du pont de Sidney Lumet : Louis
- 1962 : Le Jour le plus long (The Longest Day) de Ken Annakin et autres : l'aviateur américain à l'œil bandé
- 1965 : La Dixième Victime (La decima vittima) d'Elio Petri : Chet
- 1968 : La Bande à César (The Biggest Bundle of Them All) de Ken Annakin : Joe Ware
- 1973 : Le Témoin à abattre (La polizia incrimina la legge assolve) d'Enzo G. Castellari : un journaliste à la réception
- 1974 : Un citoyen se rebelle (Il cittadino si ribella) d'Enzo G. Castellari : Michael Gambino
- 1976 : Bluff (Bluff storia di truffe e di imbroglioni) de Sergio Corbucci : Philip Accomplice
- 1977 : Bobby Deerfield de Sydney Pollack : un touriste
- 1980 : Le Bandit aux yeux bleus (Il bandito dagli occhi azzurri) d'Alfredo Giannetti : De Biase
- 1980 : Cobra (Il giorno del Cobra) d'Enzo G. Castellari : Raul Papasian
- 1981 : Inchon de Terence Young : Amiral Doyle
- 1981 : Le Pont (Ciao nemico) d'Enzo Barboni : l'officier des réquisitions
- 1983 : Lady Revanche de Peter Sasdy : Tom Castel
- 1984 : Bolero de John Derek : le guide marocain dévoyé
- 1987 : Bloody Bird (Deliria) de Michele Soavi : le vieux policier
- 1987 : Assistance à femme en danger (Rent-a-Cop) de Jerry London : Frank
- 1988 : Nosferatu à Venise (Nosferatu a Venezia) de maurizio Lucidi et autres : le vieux prêtre
- 1989 : Amour fantôme (Ghosts Can't Do It) de John Derek : l'homme aux pilules
- 1990 : La Résurrection de Frankenstein (Frankenstein Unbound) de Roger Corman : Général Reede
- 1990 : Le Parrain, 3e partie (The Godfather: Part III) de Francis Ford Coppola : Marty Parisi
- 1994 : Dellamorte Dellamore de Michele Soavi : le commissaire Straniero

#### Acteur de doublage
(versions américaines de films italiens ou en coproduction)
- 1966 : Le Bon, la Brute et le Truand (Il buono, il brutto, il cattino) de Sergio Leone
- 1971 : Confession d'un commissaire de police au procureur de la république (Confessione di un commissario di polizia al procuratore della republica) de Damiano Damiani
- 1972 : La Vengeance du Sicilien (Torino nera) de Carlo Lizzani : voix anglaise de Marcel Bozzuffi
- 1975 : Comment tuer un juge (Perché si uccide un magistrato) de Damiano Damiani
- 1978 : Un flic explosif (Un poliziotto scomodo) de Stelvio Massi
- 1979 : Corléone à Brooklyn (Da Corleone a Brooklyn) d'Umberto Lenzi : voix anglaise de Luca Barbareschi
- 1982 : Les Guerriers du Bronx (1990 : I guerrieri del Bronx) d'Enzo G. Castellari : voix anglaise d'Enzo G. Castellari acteur
- 1984 : Murder Rock (Murderock – Uccide a passo di danza) de Lucio Fulci : voix anglaise de Lucio Fulci acteur

### Télévision

#### Séries (sélection)
- 1955 : The Lone Ranger, saison 4, épisode 18 Dan Reid's Sacrifice d'Oscar Rudolph : Slade Lewis
- 1956 : Les Aventures de Superman (Adventures of Superman), saison 4, épisode 5 Topsy Turvy d'Harry Gerstad :  Flagpole Sitter
- 1981 : Quincy (Quincy, M.E.), saison 6, épisode 13 Who Speaks for the Children : Sergent Edmond
- 1981-1983 : Pour l'amour du risque (Hart to Hart)
  - Saison 2, épisode 11 Des lunettes pour tricher (Slow Boat to Murder, 1981) de Leo Penn : Sergent Sears
  - Saison 4, épisode 18 Fumée pernicieuse (The Wayward Hart, 1983) de Kevin Connor : Mickey
- 1983 : Le Souffle de la guerre (The Winds of War), mini-série de Dan Curtis, épisode 7 Into the Maelstrom : Herb Rose
- 1999 : X-Files : Aux frontières du réel (The X-Files), saison 6, épisode 9 Compte à rebours (S.R. 819) de Daniel Sackheim : le vieil entraîneur

#### Téléfilms (intégrale)
- 1980 : Sophia Loren (Sophia Loren: Her Own Story) de Mel Stuart : M. Dunn
- 1986 : Le Cinquième Missile (The Fifth Missile) de Larry Peerce : Fallon
- 1990 : Perry Mason : Nostalgie meurtrière (Perry Mason Returns: The Case of the Desperate Deception) de Christian Nyby Jr. : Colonel Butler
- 1993 : Vendetta II: The New Mafia de Ralph L. Thomas : Rizzo
- 1996 : Le Crime du siècle (Crime of the Century) de Mark Rydell : le juge Trenchard
- 1999 : Le Manipulateur (Lansky) de John McNaughton : le vieil homme au Wolfie's